# Кентшин (гмина)
Кентшин (пол. Kętrzyn) — сельская гмина (волость) в Польше, входит как административная единица в Кентшинский повет, Варминьско-Мазурское воеводство. Население — 8369 человек (на 2004 год).

## Демография
| Перепись                       | Всего   | Всего | Женщины | Женщины | Мужчины | Мужчины |
| ------------------------------ | ------- | ----- | ------- | ------- | ------- | ------- |
| Единицы                        | человек | %     | человек | %       | человек | %       |
| Население                      | 8369    | 100   | 4135    | 49,4    | 4234    | 50,6    |
| Плотность населения (чел./км²) | 29,3    | 29,3  | 14,5    | 14,5    | 14,8    | 14,8    |

## Поселения
1. Воплавки
2. Герлож
3. Овчарня
4. Смоково
5. Стара-Ружанка
6. Залесе-Кентшиньске
7. Лётниско-Вилямово
8. Вильчи-Шанец

## Соседние гмины
1. Гмина Барцяны
2. Гмина Гижицко
3. Кентшин
4. Гмина Корше
5. Гмина Мронгово
6. Гмина Решель
7. Гмина Рын
8. Гмина Сроково
9. Гмина Венгожево